# Mecolaesthus azulita
Mecolaesthus azulita là một loài nhện trong họ Pholcidae. Loài này được phát hiện ở Venezuela.